# Solomon Lekuta
Solomon Lekuta (3 de octubre de 1999) es un deportista de Kenia que compite en atletismo. Ganó una medalla de oro en el Campeonato Mundial de Atletismo Sub-20 de 2018, en la prueba de 800 m.